# Christophe Desjardins
Pour les articles homonymes, voir Desjardins.
Christophe Desjardins, né le 24 avril 1962 à Caen et mort le 13 février 2020 à Paris, est un altiste français.

## Biographie
Christophe Desjardins naît à Caen le 24 avril 1962. Il entre au Conservatoire national supérieur de musique de Paris en 1982 dans les classes de Serge Collot en alto et Geneviève Joy en musique de chambre. Il étudie également à l'Université des arts de Berlin.
Il est alto solo au Théâtre de la Monnaie de Bruxelles puis membre de l'Ensemble intercontemporain à Paris en 1990. Il a créé des œuvres pour alto d'Ivan Fedele, Luciano Berio, Pierre Boulez, Michael Jarrell, Michaël Levinas, Emmanuel Nunes, Jonathan Harvey, Wolfgang Rihm, Pedro Amaral e Gianvincenzo Cresta. Il enseigne l'alto au Conservatoire national supérieur de musique et de danse de Lyon.
Il meurt des suites d'un cancer à l'âge de 57 ans le 13 février 2020. Il est inhumé au cimetière parisien de Bagneux (division 81).

## Discographie
- Voix d'alto, œuvres de Luciano Berio et Morton Feldman, Paris, AEON, 2004.
- La main noire, Emmanuel Nunes, AEON, 2007.
- Alto/Multiples, oeuvres de Paul Hindemith, Bernd Alois Zimmermann, Luciano Berio, Gérard Grisey, Emmanuel Nunes, Eliot Carter, Gilles Binchois, Pierre boulez, Johannes Ockeghem, Wolfgang Rihm, Domenico Gabrielli, Jonathan Harvey, Carol Gesualdo, Ivan Fedele, AEON, 2009.
- Alle guerre d'amore, Gianvincenzo Cresta, Claudio Monteverdi, Sigismundo D'India, digressione music 2014
- Amore Contraffato, Gianvincenzo Cresta, Carlo Gesualdo, digressionemusic, 2018
- Ricercari/Ritrovari, Domenico Gabrielli, Ivan Fedele, Winter&Winter, 2019
- Intégrale des Chemins de Berio, WDR Orchester, Emilio Pomarico, Luciano Berio, Bastille Musique (Berlin), 2020